# Eintagesrennen
Als Eintagesrennen (auch Straßenrennen oder Einerstraßenfahren) werden Straßenradrennen bezeichnet, die im Gegensatz zu Etappenrennen mit der Zielankunft abgeschlossen sind und bei denen der erste Fahrer, der das Ziel erreicht, der Sieger ist.
Die Streckenlängen von Eintagesrennen können stark variieren, betragen für die Männer-Elite aber mit wenigen Ausnahmen nicht mehr als 200 beziehungsweise 250 Kilometer bei UCI-WorldTour-Rennen. Internationale Eintagesrennen werden nach dem Reglement des Weltradsportverbands Union Cycliste Internationale (UCI) ausschließlich in Radsportteams ausgetragen.

## Abgrenzung
Abzugrenzen ist der Begriff Eintagesrennen von anderen Radrennen, die an einem Tag veranstaltet werden, vor allem den Zeitfahren, in denen die Radrennfahrer oder Radsportteams getrennt starten und der Sieger nach den gefahrenen Zeiten ermittelt wird. Allerdings werden Zeitfahren, die nicht im Rahmen eines Etappenrennens stattfinden, vom Weltradsportverband UCI als Eintagesrennen in den Rennkalender aufgenommen, so dass je nach Definition auch Zeitfahren zu den Eintagesrennen gezählt werden können. Zur weiteren Abgrenzung wird dann das Begriffspaar Straßenrennen-Zeitfahren verwendet.
Kriterien und Rundstreckenrennen, werden auf meist städtischen Rundkursen zwischen 800 und 10.000 Metern ausgetragen. Typischerweise sind solche Kriterien keine offiziellen UCI-Rennen, sondern sogenannte Kirmesrennen, bei denen nur um ein Preisgeld, nicht aber um Weltranglistenpunkte gefahren wird. Besonders nach der Tour de France dienen diese Rennen dazu, die Radsport-Stars dem Publikum hautnah zu zeigen. Eintagesrennen werden im Gegensatz dazu entweder als Fernfahrt mit getrenntem Start- und Zielort oder auf Rundkursen von wenigstens 10 km ausgetragen; Zielrundkurse müssen mindestens 3 km (bei max. 3 Runden), 5 km (bei max. 5 Runden) und 8 km (bei max. 8 Runden) messen.
Bei Radmarathons handelt es sich nach dem Reglement und der Terminologie des Weltradsportverbands UCI nicht um Eintagsrennen im eigentlichen Sinn, sondern um „andere Straßenrennen“, wenn nur lizenzierte Radrennfahrer teilnehmen oder um Jedermannrennen, wenn auch Breitensportler teilnehmen.

## Geschichte
Eintagesrennen sind die älteste Disziplin des Radsports überhaupt. Erste Wettkämpfe auf dem Fahrrad lassen sich auf die 1860er Jahre datieren. Die ersten Eintagesrennen im heutigen Sinne konnten sich aber erst zu Beginn der 1890er Jahre dauerhaft etablieren, so Paris–Brest–Paris (erstmals 1891) über die Mammutstrecke von 1200 km, Bordeaux–Paris (600 km, erstmals 1891) und Paris–Brüssel (400 km, erstmals 1893). Als ältestes deutsches Eintagesrennen gilt Rund um Berlin, das älteste heute noch gefahrene Eintagesrennen in Deutschland ist der Klassiker Rund um Köln.

## Männer-Eintagesrennen

### Straßenrad-Weltmeisterschaften und Olympische Spiele
Das zweifellos wichtigste Eintagesrennen des Radsports ist die Straßenrad-Weltmeisterschaft, die seit 1927 an jährlich wechselnden Orten stattfindet.
Bei den olympischen Radsportwettbewerben wurde erstmals 1896 ein Straßenrennen in der Form des Eintagesrennen ausgetragen. Die Bedeutung der Olympischen Spiele für den Straßenradsport der Männer ist aber geringer als in vielen anderen olympischen Sportarten, vor allem da bis 1992 Berufsradfahrer nicht zugelassen waren.

### Klassiker und Monumente des Radsports

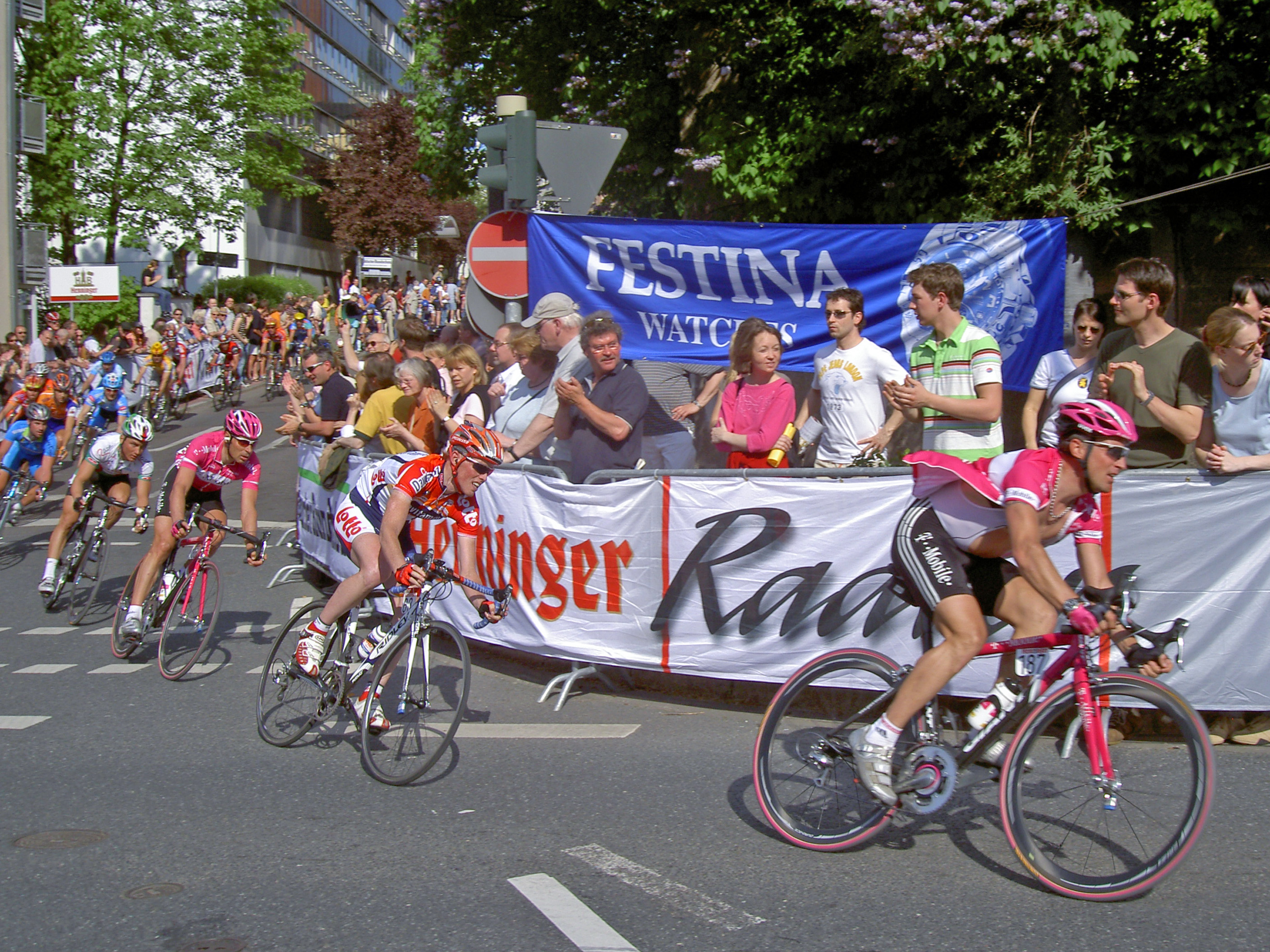
Rund um den Henninger-Turm 2005: an dritter Stelle der spätere Sieger Erik Zabel

Die prestigeträchtigsten Eintagesrennen werden als Klassiker bezeichnet, entsprechend der zeitlichen Lage auch als Frühjahrsklassiker oder Herbstklassiker. Die heute berühmtesten Klassiker sind die fünf sogenannten „Monumente des Radsports“: Mailand–Sanremo, Flandern-Rundfahrt, Paris–Roubaix, Lüttich–Bastogne–Lüttich und Lombardei-Rundfahrt. Allgemein zu den Klassikern wird auch Paris–Tours gezählt. Wichtige Eintagesrennen, für die der Klassiker-Status strittig ist, werden häufig auch Halbklassiker oder moderne Klassiker genannt.

### Weitere internationale Eintagesrennen
Wichtige Eintagesrennen für Männer sind – unabhängig vom Status als Klassiker – in der UCI WorldTour (2005 bis 2010: UCI ProTour) zusammengefasst. Einziges deutsches Rennen in dieser Serie sind die Cyclassics Hamburg. Vor der ProTour zählten die wichtigsten Eintagesrennen zum Rad-Weltcup.
Unterhalb der Pro Tour etablierte die UCI im Jahre 2005 die UCI Continental Circuits (UCI Africa Tour, UCI America Tour, UCI Asia Tour, UCI Europe Tour und UCI Oceania Tour) und über den kontinentalen Kalendern 2020 die UCI ProSeries mit weiteren internationalen Klassikern, Halbklassikern und sonstigen Eintagesrennen.

## Frauen-Eintagesrennen
Sowohl bei der UCI-Straßen-Weltmeisterschaft (seit 1958) als auch bei den Olympischen Spielen (seit 1984) finden Frauenwettbewerbe auf der Straße statt.
Weitere wichtige Frauenradsport-Eintagesrennen, wurden durch den Weltradsportverband UCI im UCI Women Road World Cup (Rad-Weltcup der Frauen) als Serie zusammengefasst. Diese Rennserie wurde 2016 durch die UCI Women’s WorldTour abgelöst, zu der auch Etappenrennen gehören.